# Wojciech Błoński
Wojciech Stanisław Błoński (ur. 8 maja 1972 w Oleśnicy) – polski koszykarz i reprezentant kraju, samorządowiec. 
Grał m.in. w Anwilu Włocławek i Śląsku Wrocław, z którym czterokrotnie zdobył mistrzostwo Polski.
W 2009 został przewodniczącym rady Osiedla Psie Pole-Zawidawie. W wyborach samorządowych w 2010 uzyskał mandat radnego Wrocławia z listy komitetu Rafała Dutkiewicza. Związany ze stowarzyszeniem Obywatelski Dolny Śląsk. W wyborach do Parlamentu Europejskiego w 2014 był kandydatem Polski Razem Jarosława Gowina, nie uzyskując mandatu. W wyborach samorządowych w tym samym roku uzyskał reelekcję do rady Wrocławia (ze wspólnego komitetu Rafała Dutkiewicza i PO. Od listopada 2018 roku wójt gminy Długołęka.